# اعتراضات دی ۱۳۹۸ ایران
اعتراضات دی ۱۳۹۸ ایران مجموعهٔ اعتراضات مردمی، دانشجویی و ضد حکومتی در سراسر ایران بود که از ۲۱ دی به‌دنبال سرنگون کردن پرواز شماره ۷۵۲ هواپیمایی بین‌المللی اوکراین در تاریخ ۱۸ دی ۱۳۹۸ (۸ ژانویه ۲۰۲۰) توسط پدافند هوایی سپاه پاسداران و کتمان آن از طرف حکومت جمهوری اسلامی ایران شکل گرفت. پرواز شماره ۷۵۲ هواپیمایی بین‌المللی اوکراین یک پرواز مسافربری متعلق به هواپیمایی بین‌المللی اوکراین از مبدأ تهران به مقصد کی‌یف بود که هدف شلیک پدافند هوایی سپاه پاسداران قرار گرفته و ساقط شد. عمده شعارهای این اعتراضات علیه علی خامنه‌ای و سپاه پاسداران و درخواست استعفا و محاکمه آنان بود.

## تجمعات اعتراضی و رخدادها

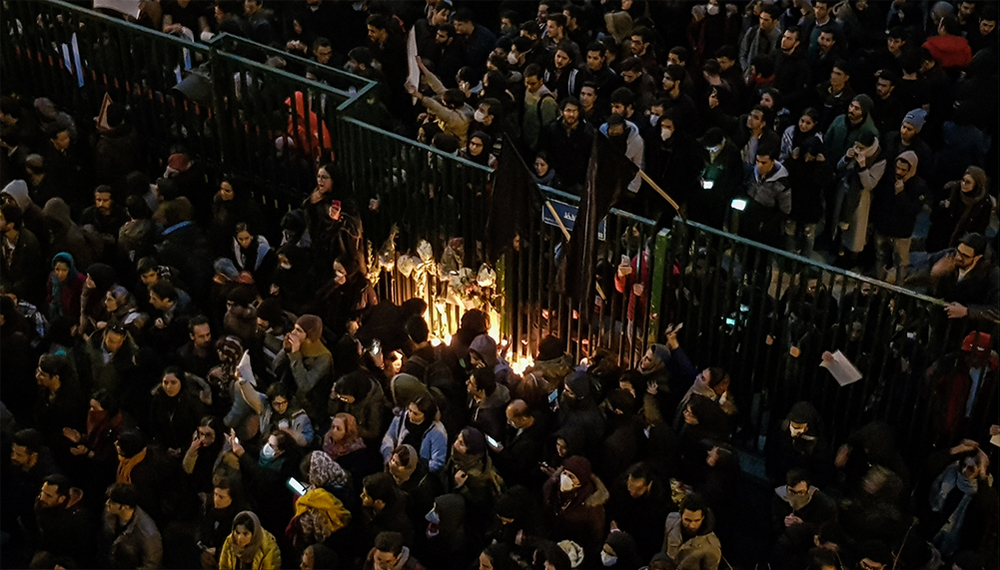
تجمع اعتراضی در دانشگاه امیرکبیر تهران و بیرون آن

در طی ۴ روز دست‌کم ۲۱ شهر بزرگ و ۲۱ دانشگاه دست به اعتراض زدند:
شهرهای اصفهان، مشهد، تبریز، ساری، کرمان، شیراز، آمل، گرگان، بابل، رشت، سنندج، تهران،‌ کرج، سمنان، یزد، کرمانشاه، اراک، شهر قدس، زنجان، اهواز، قزوین.
دانشگاه تهران، دانشگاه امیرکبیر تهران، دانشکده پزشکی تهران، دانشگاه هنر تهران-پردیس، دانشگاه شریف، دانشگاه معماری و شهرسازی تبریز، دانشگاه تبریز، دانشگاه علامه طباطبائی، دانشگاه اراک، دانشگاه علم و صنعت،‌ دانشگاه رازی کرمانشاه، دانشگاه دامغان،‌ دانشگاه خواجه نصیر تهران، دانشگاه پردیس کرج، دانشگاه صنعتی اصفهان، دانشگاه شهید بهشتی تهران، دانشگاه ابوعلی سینا همدان، دانشگاه کردستان، دانشگاه‌ انوشیروانی بابل، دانشگاه الزهرا و تجمع دانشجویان دانشگاه امیرکبیر که با ورود نیروهای لباس شخصی به دانشگاه و بسته شدن درها، به خشونت کشیده شد.

### ۲۱ دی
- روز شنبه ۲۱ دی ۱۳۹۸ در پی تأیید رسمی نقش سپاه پاسداران در ساقط کردن هواپیمای مسافربری اوکراینی، دانشجویان و مردم معترض مقابل دانشگاه‌های امیرکبیر و صنعتی شریف تهران در اعتراض به حادثه شلیک موشک سپاه پاسداران به هواپیمای مسافری اوکراین و پنهانکاری مقامات جمهوری اسلامی دست به تجمع و تظاهرات زده و علیه «دروغ‌گویی» و «پنهانکاری» مسئولان حکومت شعار دادند[۷][۸][۹] و خواستار استعفای علی خامنه‌ای به عنوان فرمانده کل نیروهای مسلح شدند.[۹]
- تظاهرات کنندگان از تقاطع خیابان طالقانی و حافظ تا تقاطع انقلاب حافظ و به سمت چهارراه ولیعصر حرکت کردند.[۷][۹][۱۰][۱۱] نیروهای امنیتی برای مقابله با معترضان گاز اشک‌آور شلیک کردند.[۷]
- بجز تهران در شهرهای مشهد، ساری، اصفهان، رشت، همدان، کرمان، شیراز، سبزوار، بابل و ارومیه تجمعات اعتراضی برگزار شد.[۱۲] تجمعات دست‌کم تا بامداد روز یک‌شنبه ۲۲ دی ماه ادامه پیدا کرده‌است.[۱۳]

#### بازداشت سفیر بریتانیا
- به گفته رسانه‌های درون کشور، در جریان تجمعات روز شنبه مکر سفیر بریتانیا در تهران نیز در تجمع مقابل دانشگاه امیرکبیر حضور داشت[۱۴][۱۵][۱۶] که به گفته منابع امنیتی مشغول تهیه عکس و فیلم از این تجمع بود.[۱۶][۱۷] نیروهای انتظامی تهران وی را به دلیل «تحریک و ساماندهی تحرکات مشکوک در مقابل دانشگاه امیرکبیر» برای ساعاتی بازداشت و سپس با هماهنگی و پیگیری وزارت امور خارجه آزاد کردند.[۱۸] در واکنش به این دستگیری وزارت خارجه انگلیس بامداد یکشنبه با صدور بیانیه ای به بازداشت موقت سفیر خود در این تجمع را غیرقانونی و نقض قوانین بین‌المللی خواند.[۱۶] آقای مک‌ایر ضمن رد اتهامات وارده از سوی برخی خبرگزاری‌ها گفت که در تظاهراتی شرکت نکرده و تنها برای ادای احترام به قربانیان سانحه سرنگون شدن هواپیمای اوکراینی به محل رفته بود. وی در توییت خود نوشت: «طبیعیست که نسبت به کشته شدگان ادای احترام کنم، تعدادی ازآنها بریتانیایی بودند. پس از۵ دقیقه هنگامی که عده ای شروع به شعار دادن کردن محل را ترک کردم.» سفیر بریتانیا در تهران همچنین گفت که نیم ساعت پس از ترک محل بازداشت شده‌است.[۱۹] در روز یکشنبه ۲۲ دی سفیر انگلیس به دلیل «رفتار نامتعارف و حضور در تجمعات غیرقانونی» به وزارت امور خارجه ایران احضار شد. در این احضار، مقامات مدعی حضور او به عنوان معترض عنوان کردند که حضور سفرای خارجی در «تجمعات غیرقانونی» هیچ تناسبی با مسئولیت‌های ایشان به عنوان نماینده سیاسی کشور متبوع خود ندارد و مخالف مفاد کنوانسیون ۱۹۶۱ روابط دیپلماتیک وین است و دولت انگلستان می‌بایست در این خصوص توضیح دهد.[۲۰][۲۱]

در پی بازداشت چند ساعته راب مکر سفیر بریتانیا در ایران، وزارت خارجه بریتانیا حمید بعیدی‌نژاد، سفیر ایران در این کشور، را احضار کرد.

### ۲۲ دی
- روز یکشنبه ۲۲ دی ۱۳۹۸ دانشجویان معترض دانشگاه صنعتی شریف، دانشگاه فردوسی مشهد ، دانشگاه بهشتی تهران، دانشگاه صنعتی اصفهان و دانشگاه امیرکبیر تجمع کرده و شعارهای ضد حکومتی سر می‌دهند. در تهرانْ دانشجویان معترض در دانشگاه بهشتی تهران با اشاره به خامنه‌ای رهبر جمهوری اسلامی شعار می‌دادند.[۱۲]
- در دانشگاه الزهرا نیز دانشجویان با همخوانی ترانه «از خون جوانان وطن لاله دمیده»، یاد جانباختگان هواپیمای اوکراینی را گرامی داشتند.[۲۳]
- در دانشگاه بهشتی تهران، دانشجویان از پا گذاشتن بر روی پرچم آمریکا و اسرائیل خودداری کردند و هنگام عبور، پرچم‌ها را دور زدند.[۲۴] این عمل دانشجویان با واکنش مثبت دونالد ترامپ مواجه شد، وی دوشنبه ۲۳ دی‌ماه در توئیتر خود نوشت: معترضان شگفت‌انگیز ایرانی حاضر نشدند روی پرچم باعظمت آمریکا قدم بگذارند یا به هر شکل به آن بی‌احترامی کنند. این پرچم را در خیابان قرار داده بودند تا آنها آن را لگدمال کنند؛ اما به جای این کار، آنها پرچم را دور زدند. یک پیشرفت بزرگ.[۲۵]
- اعتراضات در شامگاه یکشنبه ۲۲ دی به خیابان‌های اطراف آزادی و میدان آزادی تهران و تقاطع خیابان‌های آزادی و استاد معین، خیابان جناح و مقابل دانشگاه امیرکبیر کشیده شد، معترضان شعار می‌دادند.[۲۶]
- در مقابل دانشگاه شریف در خیابان آزادی گروه زیادی از معترضان شعار می‌دادند و در جریان درگیری مردم معترض با نیروهای امنیتی در نزدیکی و حوالی باغ فردوس در نزدیکی خیابان ولیعصر شعار می‌دادند.[۲۶]
- در آمل تظاهرات گسترده با حضور مردم تا شبانگاه ادامه داشت. معترضان که در اکثر اوقات در مقابل ساختمان مرکزی سپاه و میدان هفده شهریور حضور داشتند، شعار «جمهوری اسلامی؛ نمی‌خوایم، نمی‌خوایم» سر دادند. در ادامه اعتراضات گزارش‌هایی مبنی بر دستگیری و سرکوب معترضان مخابره شد.[۲۷][۲۸]
- در دیگر شهرهای ایران از جمله اهواز، اصفهان، تبریز، گرگان، سنندج، کرمانشاه، شیراز، قزوین، رشت، سمنان، دامغان، یزد، شاهرود و بابل هم تجمع‌های اعتراضی برگزار و شعارهایی علیه سپاه پاسداران و سید علی خامنه‌ای داده شد. در مشهد و سمنان نیز تجمعات مشابهی گزارش شده‌است.[۲۶][۲۹]
- در شیراز، تهران، مشهد و اصفهان نیروهای امنیتی به سوی مردم معترض گار اشک‌آور شلیک کرده‌اند و در فیلمی نشان داده می‌شود یک لباس شخصی با تفنگ به پای یک زن شلیک کرده‌است.[۲۶]
- در میدان آزادی نیروهای یگان ویژه و نیروهای بسیج بعد از شلیک گلوله‌های پلاستیکی به سمت معترضان به آنها حمله کرده و برخورد خشونت‌آمیزی با آنها داشتند.[۳۰]
- دستِ کم ۴ دانشجو در دانشگاه‌های مختلف در اعتراضات بازداشت شدند.[۲۳]
- «علی فرمانی»، صدابردار و فیلم‌ساز ۳۳ ساله شیرازی، ۲۲ دی ۱۳۹۸ و دقایقی پس از پایان تجمع اعتراضی در معالی‌آباد به دست نیروهای اطلاعات سپاه شیراز بازداشت شده‌است و از آن روز در بازداشت‌گاه موسوم به «پلاک ۱۰۰» نگهداری می‌شود.[۳۱]

### ۲۳ دی
- اعتراضات در دانشگاه‌های تهران ، دانشگاه فردوسی مشهد و دانشگاه اصفهان ادامه دارد. دانشجویان معترض صنعتی شریف شعار می‌دهند: «نخبه‌هامون رو کشتند، آخوند به‌جاش گذاشتند.»، در تجمع اعتراضی دانشجویان دانشگاه امیرکبیر تهران دانشجویان معترض شعار می‌دهند: «دانشجوی عزادار، دشمن هرچه کفتار.»، دانشجویان دانشگاه فردوسی مشهد در تجمعی اعتراضی شعار می‌دهند «نه اعدام، نه زندان، دیگر اثر ندارد» و «بسیجی برو گمشو».[۳۲][۳۳]

بازداشت رخشان بنی‌اعتماد
- در ۲۳ دی ۱۳۹۸ رخشان بنی‌اعتماد، کارگردان و تهیه کنندهٔ ایرانی، در تهران بازداشت و پس از ساعاتی آزاد شد. رخشان بنی‌اعتماد در پی سرنگون شدن پرواز شماره ۷۵۲ هواپیمایی بین‌المللی اوکراین با شلیک موشک پدافند هوائی سپاه، مردم را برای بزرگداشت قربانیان و اعتراض به این رویداد به شرکت در یک گردهمائی دعوت کرده بود. او روز ۲۱ دی ۱۳۹۸ از مردم دعوت کرده بود که به یاد قربانیان سقوط هواپیمای مسافربری اوکراینی، مراسمی را در غروب ۲۲ دی در میدان‌ها آزادی شهرهای ایران برگزار کنند.[۳۴] وی پس از آن در صفحات اجتماعی خود نوشت که با توجه به «هشدار جدی نهادهای امنیتی» دعوتش را لغو می‌کند.[۳۵][۳۶] او در صفحه توییتر خود نسبت به این حادثه واکنش نشان داده و نوشته بود: «فریاد در گلوی‌مان خفه شده؛ در اعتراض به سیاست‌های ننگ‌آور جهانی و شرم‌زده. از این همه دروغ و فریب داخلی».[۳۷]

### ۲۴ دی
- غلامحسین اسماعیلی سخنگوی قوه قضاییه از بازداشت ۳۰ نفر از معترضان در تجمعات چندروز اخیر خبر داد.[۳۸]
- در این روز، اعتراضات در دانشگاه‌های تهران، صنعتی امیرکبیر، شهید بهشتی،دانشگاه فردوسی مشهد ، علامه طباطبایی، رازی کرمانشاه، صنعتی اصفهان،دانشگاه حکیم سبزواری سبزوار ، کردستان و خواجه نصیرالدین طوسی تداوم یافت.[۳۹][۴۰]

### ۲۵ دی
- در پنجمین روز پیاپی اعتراضات دی ۱۳۹۸، ۱۲ دانشگاه کشور صحنه اعتراضات دانشجویی به «دروغ سیستماتیک» در ماجرای سقوط هواپیما در هجدهم دی‌ماه جاری بود؛ همچنین دانشجویان معترض دانشگاه کردستان با صدور بیانیه‌ای به وضعیت موجود اعتراض کرده و اعلام کردند: «از وضعیت موجود به تنگ آمده‌اند و در جستجوی رهایی از بند گام برمی‌دارند».[۴۱]
- هفت سناتور جمهوریخواه (لیندزی گراهام، مارتا مکسلی، جیمز لنکفورد، مارکو روبیو، جونی ارنست، تد کروز و میت رامنی) از اعضای ارشد سنای آمریکا، اعلام کردند، قطعنامه‌ای را در حمایت آشکار از معترضان ایرانی به سنا ارائه کردند. لیندزی گراهام در این رابطه گفت: «این قطعنامه روشن می‌کند سنای ایالات متحده در کنار مردم ایران، که با به خطر انداختن جان و جسم‌شان آزادی خود را می‌طلبند، ایستاده‌است. امیدوارم دیگر سناتورها هم به این تلاش پیوسته و اجازه دهند که جهان بداند که موضع ما در مورد اشتیاق مردم ایران برای رها شدن از رژیم قاتل آیت‌الله چیست».[۴۲]

### ۲۶ دی
- در ششمین روز اعتراضات دی‌ماه، مراسم تشییع پیکر برخی از قربانیان هواپیمای منهدم‌شده اوکراین، در چند شهر ایران از جمله سنندج، اصفهان، قم، همدان، زنجان، ملایر، سبزوار، تفت یزد و گرگان برگزار شد. در مراسم برخی از قربانیان با وجود حضور سنگین نیروهای سپاه پاسداران، یگان‌های ویژه و بسیج، شرکت‌کنندگان شعارهایی علیه جمهوری اسلامی سر دادند.[۴۳]
- اعتراض‌ها در مراسم خاکسپاری آیدا فرزانه و آروین مرتب در سنندج نیز ادامه داشت. معترضان در این خاکسپاری شعارهایی به فارسی و کردی سر دادند. «مادر برای فرزند دلبندت گریه نکن، روزی انتقامش را خواهیم گرفت» و «مرگ بر دیکتاتور» از جمله این شعارها بود.[۴۴]
- در اصفهان، شرکت‌کنندگان در مراسم خاکسپاری چند نفر از قربانیان سرنگون شدن هواپیمای اوکراین بدست سپاه پاسداران شعار «بی‌شرف، بی‌شرف» سر دادند.[۴۳] برخی از شرکت کنندگان با دست زدن و شعار دادن سعی می‌کردند با صدای نوحه مقابله کنند.[۴۵]
- در مهاباد تشییع کنندگان، در حرکتی اعتراضی پرچم جمهوری اسلامی ایران را که روی تابوت قربانیان کشیده شده بود، از آن جدا کردند.[۴۵]
- جمعی از دانشجویان دانشگاه تهران روز پنج‌شنبه در اعتراض به ورود نیروهای لباس شخصی و امنیتی به خوابگاه دانشجویان برای ضبط لوازم دانشجویان بازداشتی تحصن کردند.[۴۶]
- سازمان عفو بین‌الملل در تازه‌ترین گزارش خود از سرکوب اعتراض‌ها در ایران، از ارتکاب خشونت جنسی به وسیله نیروهای لباس شخصی خبر داد. در این گزارش آمده‌است: زنی که به دست مأموران امنیتی لباس شخصی دستگیر شده و چندین ساعت در یک پاسگاه نیروی انتظامی در بازداشت بوده‌است، در مدت بازداشت به اتاقی برده شده که در آنجا یک مأمور امنیتی او را وادار به رابطه جنسی دهانی کرده و تلاش نموده به او تجاوز کند.[۴۷][۴۸]

### ۲۷ دی
- دست‌کم ۲۴ نفر از بازداشت‌شدگان تجمع‌های اعتراضی و مراسم یادبود قربانیان سقوط هواپیمای مسافربری اوکراین در شهر آمل به نقطه نامعلومی منتقل شدند. هنوز هیچ تماس تلفنی از طرف آنها صورت نگرفته و خانواده آنها مورد تهدید قرار گرفته‌اند.[۴۹]

### ۲۹ دی
- مسعود حکم آبادی، تهیه‌کننده تئاتر در مشهد به‌دلیل انصراف از حضور در جشنواره فجر، توسط مأموران امنیتی جمهوری اسلامی دستگیر و به مکان نامعلومی منتقل شد.[۵۰][۵۱]

## زندان
از هنگام وقوع اعتراضات تا شهریور ۹۹، قوه قضائیه جمهوری اسلامی برای ۲۱ نفر از کسانی که در تجمعات اعتراضی به سرنگونی هواپیمای اوکراینی شرکت کرده بودند، در مجموع ۲۷ سال و یک ماه زندان حکم صادر کرد.
- در مرداد ۱۳۹۹، شعبه ۲۶ دادگاه انقلاب، بهاره هدایت، سخنگوی شورای مرکزی دفتر تحکیم وحدت و فعال حقوق زنان را به ۴ سال و ۸ ماه حبس محکوم کرد. او در توییتی که روز ۴ مرداد ۱۳۹۹ منتشر کرد، نوشت که به خاطر شرکت در تجمع جلوی دانشگاه امیرکبیر در اعتراض به سرنگونی هواپیمای اوکراینی به ۴ سال زندان و همچنین به اتهام «تبلیغ علیه نظام» و توییت‌هایش به ۸ ماه حبس محکوم شده‌است. دادگاه همچنین هدایت را به ۲ سال محرومیت از عضویت در گروه‌های سیاسی و سه ماه کار در آسایشگاه سالمندان محکوم کرده‌است.[۷]
- روز ۵ اردیبهشت ۱۳۹۹، دادگاه انقلاب شهر آمل پنج نفر از کسانی را که در تجمع اعتراض به سرنگون کردن هواپیما شرکت کرده بودند در مجموع به ۳۰ ماه زندان محکوم کرد. به گزارش وب‌سایت حقوق بشر در ایران، بر اساس حکم دادگاه، محسن رضایی، میثم خلیلی، شورا فکری، سلمان فخری و آقای راعی هر یک به‌طور جداگانه به شش ماه حبس تعزیزی محکوم شده‌اند. اتهام این افراد اعلام نشده‌است.[۵۲]
- روز ۱۲ اردیبهشت ۱۳۹۹، مصطفی هاشمی‌زاده، دانشجوی دانشگاه تهران، گفت دادگاه انقلاب تهران وی را به دلیل شرکت در تجمع دی ماه گذشته در اعتراض به سرنگونی هواپیمای اوکراینی به شش سال زندان، ۷۴ ضربه شلاق و برخی محدودیت‌های اجتماعی محکوم کرده‌است. هاشمی زاده در توئیترش نوشت وی به اتهام «تبانی و اجتماع علیه امنیت ملی» به پنج سال زندان، به اتهام «اخلال در نظم و آسایش عمومی» به یک سال، و همچنین ۷۴ ضربه شلاق و محدودیت‌هایی از قبیل ممنوعیت ورود به خوابگاه دانشجویی و کار اجباری در بیمارستان روان‌پزشکی محکوم شده‌است.[۵۳]
- امیر محمد شریفی، دیگر دانشجوی دانشگاه تهران نیز به اتهام شرکت در تجمع اعتراضی به ۳ ماه حبس محکوم شد.[۷]
- روز ۱۹ اردیبهشت ۱۳۹۹ سازمان دیدبان حقوق بشر خبر داد که در شهر آمل ۱۱ نفر از کسانی که در تجمع اعتراض به سرنگون شدن هواپیمای اوکراینی شرکت کرده بودند، هر کدام به ۸ ماه حبس محکوم شده‌اند.[۷]
- اوایل اردیبهشت سال ۹۹، ۵ نفر دیگر از شهروندان را آملی را در مجموع به ۳۰ ماه زندان محکوم کرد. بر اساس حکم دادگاه، محسن رضایی، میثم خلیلی، شورا فکری، سلمان فخری و آقای راعی هر یک به‌طور جداگانه به شش ماه حبس تعزیری محکوم شده‌اند.[۷]
- دادگاهی در مشهد مسعود حکم‌آبادی، هنرمند تئاتر ساکن این شهر را به سه سال زندان محکوم کرد. این هنرمند و تهیه‌کننده تئاتر ۲۸ دی ماه سال ۹۸، پس از آنکه در اعتراض به سرنگونی هواپیما، از حضور در جشنواره تئاتر فجر انصراف داده بود، بازداشت شد.[۷]
- سینا ربیعی، دانشجوی دانشگاه تهران، به دلیل اعتراض به سرنگونی هواپیمای اوکراینی به سه سال حبس تعزیری محکوم شد. او در توئیتی که روز ۱ شهریور ۱۳۹۹ منتشر کرد، نوشت که این رای توسط شعبه ۲۴ دادگاه انقلاب صادر شده و اتهام او «اجتماع و تبانی به قصد اقدام علیه امنیت ملی» اعلام شده‌است. وکیل او در توئیتی توضیح داد که قاضی پرونده اتهام این دانشجو را از «اخلال در نظم» به «اجتماع و تبانی به قصد ارتکاب جرم علیه امنیت ملی» تغییر داد و سه سال حکم حبس صادر کرد.[۵۴]
- ۴ مهر ۱۳۹۹ مصطفی هاشمی‌زاده دانشجوی مهندسی عمران دانشگاه تهران برای اجرای حکم زندان فراخوانده شد. وی به دلیل شرکت در تجمع دانشجویی دی ماه ۹۸ در محوطه دانشگاه تهران و اعتراض به سرنگونی هواپیمای اوکراینی و نحوه سقوط آن به ۵ سال زندان محکوم شد. تشکل دانشجویان متحد با انتشار پیامی در تلگرام این تشکل اعلام کرد: «وی بارها توسط بازجو تهدید به کشته شدن با آمپول هوا و سپس رها شدن در محل نامعلوم شده‌است.» … «چندین بار به وی گفته شده که صبح اول وقت وی را خواهند کشت، مگر آنکه اعترافات موردنظرشان در برگه بازجوئی ثبت شود.»[۵۵]

## پیامدها

### تحریم جشنواره فجر
بسیاری از هنرمندان عرصه‌های مختلف هنری ایران در اعتراض به سرنگون کردن پرواز شماره ۷۵۲ هواپیمایی بین‌المللی اوکراین توسط پدافند هوایی سپاه پاسداران اعلام کردند در جشنواره بین‌المللی شعر فجر، جشنواره فیلم فجر، جشنواره موسیقی فجر، جشنواره هنرهای تجسمی فجر و جشنواره تئاتر فجر شرکت نکرده و این رویدادهای هنری را تحریم خواهند کرد.

#### جشنواره فیلم فجر
- موج تحریم بخش‌های مختلف جشنواره فیلم فجر با پیام ویدئویی مسعود کیمیایی، کارگردان مؤلف آغاز شد[۵۶] او در پیام ویدیویی خود اعلام کرد: «من هیچ وقت اهل جشنواره نبودم و سمت و سویم همیشه مردم هستند و نگاه می‌کنم می‌بینیم که مردم روزگار سختی را می‌گذرانند و روزی نیست که خبرهای بد نشنویم. دلم نمی‌خواهد فیلمم در جشنواره فجر نشان داده بشود به دلیل تسلیتی که به این همه آدم دارم. مردمی که مسافر بودند.»[۵۸][۵۹]
- پیمان معادی بازیگر در پیغامی عنوان کرد: «همه سیاه‌پوشیم و عزادار. دل‌هایمان شکسته. من با کدام دل شاد بروم جشنواره که جشن بگیرم؟! نمی‌توانم. من بازیگرم و تار و پودم را مردم سرزمینم بهم بافته‌اند، سرزمینی که داغ زیباترین فرزندانش را به سوگ نشسته‌است.» در ادامه نیز دبیران و هیئت داوران بخش عکاسی و هنرهای تجسمی جشنواره فجر از سمت خود استعفا دادند.[۶۰]
- خانه سینمای ایران که بزرگ‌ترین نهاد صنفی سینماگران است در بیانه ای خواستار تحریم صدا و سیما شد.[۶۱][۶۲]
- خانه سینما تحریم صدا و سیما را پس گرفت. خانه سینما که به تازگی و در واکنشی سریع به توهین‌های مداوم صورت گرفته از سوی کارشناسان و برنامه سازان صدا و سیما به اهالی سینما، با صدور اطلاعیه ای از تحریم این سازمان و خودداری اعضای صنوف از شرکت در تولیدات آن خبر داه بود، از تصمیم خود تجدید نظر کرد.[۶۳]
- ترانه علیدوستی در صفحه اینستاگرام خود نوشت: «شش سال حتی به‌عنوان مهمان هم به جشنواره فجر نرفتم. امسال هفتمین سال است. خوشحالم که امروز ماهیت این پروپاگاندای غیر سینمایی و دولتی برای تعداد زیادی از همکارانم روشن شده. با افتخار در کنار آن‌ها، بعد از این هم فجر و افتخاراتش را به اهل خودش واگذار می‌کنم.»[۶۴][۶۵] او ۱ بهمن ۱۳۹۸ به اتهام «فعالیت تبلیغی علیه نظام» به دادسرای فرهنگ و رسانه احضار شد[۶۶] و سپس با قرار کفالت آزاد شد.[۶۵]
- ۲ بهمن ۱۳۹۸ ده‌ها سینماگر و هنرمند بیانیه‌ای تک‌جمله‌ای را در صفحه‌های شخصی خود در اینستاگرام منتشر کردند. این ۱۳۹ نفر نوشته‌اند: «ما به جشنواره فجر نمی‌رویم.»[۶۷][۶۸][۶۹]
- تورج منصوری، فیلم‌بردار و تهیه‌کننده سرشناس سینمای ایران که قرار بود از داوران سی و هشتمین جشنواره فیلم فجر باشد و مراسم بزرگداشتش در این جشنواره برگزار شود، نه داوری و نه بزرگداشت را نپذیرفت.[۷۰]

#### جشنواره تئاتر فجر
- پس از سرنگونی هواپیمای مسافربری اوکراین توسط سپاه پاسداران در دی ۱۳۹۸، ۱۰۰ هنرمند مشهدی در راستای همدردی با مردم از حضور در سی و هشتمین جشنواره بین‌المللی تئاتر فجر انصراف دادند.[۷۱]
- ۱۶ گروه از ۱۸ گروه در بخش «دیگرگونه‌های اجرایی» سی و هشتمین جشنواره بین‌المللی تئاتر فجر، از حضور در این رویداد انصراف دادند.[۷۲]
- گروه نمایش بهارشکنی و گروه نمایش «شک» اعلام کردند در جشنواره تئاتر فجر شرکت نخواهند کرد.[۷۲]
- آرش دادگر کارگردان نمایش «مکبث»، گروه اجرایی نمایش «آواز قو» به کارگردانی پریزاد سیف، گروه اجرایی نمایش «من» به کارگردانی سیاوش پاکراه، امیراحمد قزوینی بازیگر نمایش «پروانه الجزایری»، علی صفری کارگردان نمایش «کرونوس»، مژگان خالقی نویسنده و بازیگر نمایش «بیوه سیاه، بیوه سفید»، امیر نجفی کارگردان و تمامی اعضای گروه نمایش «مشق شب»، سجاد تابش کارگردان نمایش «در اتاق باد می‌وزد»، مهدی شفیعی زرگر نویسنده «همه فرزندان مکبث»، سه گروه نمایشی گروه‌های «آدیداس»، «جانی سکیکی» و «خدای جنگ» از مشهد، امیراحمد قزوینی (بازیگر)، مهدی کوشکی (بازیگر)، سجاد تابش (کارگردان) به انصراف دهندگان از جشنواره فجر پیوستند.[۷۳]
- مسعود حکم آبادی، تهیه‌کننده تئاتر و مدیر کانال تئاترکده، در مشهد به‌دلیل تحریم جشنواره فجر، بازداشت شد.[۵۰][۵۱]
- خبرگزاری فارس ۲۸ دی ۱۳۹۸ گزارش داد، سه گروه تئاتر مشهدی که آغازگر تحریم جشنواره فجر و انصراف از آن بودند، بیانیه‌ای برای بازگشت به جشنواره نوشته‌اند. آنها در بیانیهٔ خود نوشته‌اند: «حضور آنها در عرصه تئاتر فجر همچون مشتی محکم بر دهان استکبار خواهد بود.»[۷۴] بر اساس آنچه در وبسایت رادیو زمانه نوشته شده‌است، برخی گزارش‌ها حاکی از بازداشت اعضای گروه‌های تئاتر «آدیداس»، «جانی اسکیکی» و «خدای جنگ» بوده که پس از آزادی بیانیهٔ بازگشت به جشنواره را منتشر کرده‌اند.[۵۰]
- یوجینو باربا و رومئو کاستلوچیه، دو هنرمند ایتالیایی، از حضور در سی و هشتمین جشنواره بین‌المللی تئاتر فجر انصراف دادند و کارگاه‌ها و اجراهایشان لغو شد.[۷۵][۷۶]
- خانه تئاتر در بیانیه‌ای تحریم جشنواره تئاتر فجر را «اعتراضِ مدنی» خواند و تأکید کرد که باید این اعتراض را «برکت قلمداد کرد نه با واژگانی نظیر خودی و غیرخودی، یا اغتشاش و به هم زدن نظم جامعه بر طبلِ اشتباهات گذشته بکوبیم». در این بیانیه تأکید شده که «از فضای تهدید و ارعاب جز ناامیدی و مرگ چیزی دیگر نمی‌زاید». خانه تئاتر از مسئولان خواست که «از برخوردهای احساسی و عجولانه با تهدیدهایی نظیر ممنوعیت کاری و حرفه‌ای برای هنرمندان معترض دوری کرده و اجازه دهند اعتراض‌های مدنی شکل و راه خود را ادامه دهند تا در آینده شاهد جامعه‌ای آرام و عاری از خشونت باشیم».[۷۷]

#### جشنواره هنرهای تجسمی فجر
- دبیران و داوران دو بخش طراحی گرافیک و سرامیک جشنواره هنرهای تجسمی فجر از همکاری با جشنواره انصراف دادند.[۷۲]
- علی باقری، مهدی فاتحی، مهدی مهدیان، اونیش امین‌اللهی از داوران و دبیر بخش گرافیک جشنواره فیلم فجر اعلام کردند که در پی دروغگویی حکومت و «در احترام به روح درگذشتگان فجایع اخیر» از هیئت داوران استعفاء داده و در آن شرکت نمی‌کنند.[۷۲]
- کامبیز درمبخش، علی درخشی، جمال رحمتی و کیارش زندی از کارتونیست‌های معروف و داوران بخش کارتون جشنواره فجر از حضور در جشنواره فجر کناره‌گیری کردند.[۷۳] داوران جشنواره کارتون فجر با انتشار بیانیه‌ای از جشنواره فجر انصراف دادند.[۷۲]
- یش از ۴۰ کارتونیست با اعلام کناره‌گیری اعتراضی خود از بخش هنری «جشنواره فجر» خواستار اعلام عزای عمومی و برگزاری مراسم باشکوه برای قربانیان سرنگونی هواپیمای اوکراینی شدند.[۷۲]
- لیلی گلستان، مدیر گالری گلستان، اعلام کرد از حضور در دوازدهمین جشنواره هنرهای تجسمی فجر انصراف داده‌است.[۷۲]
- داوران عکاسی جشنواره تجسمی فجر نیز انصراف خود را در اینستاگرام منتشر کردند.[۷۳]
- رضا رینه‌ای، دبیر بخش خوشنویسی جشنواره فجر از حضور در این جشنواره انصراف داد.[۷۳]
- ابراهیم حقیقی، دبیر جشنواره هنرهای تجسمی فجر، در اینستاگرام خبر استعفای خود را به‌عنوان دبیری این جشنواره اعلام کرد. او نوشت: «با چشم اشک‌بار و رنج غمبار از دست رفتن هم‌وطنان و فرزندان بلندقامت‌مان و با روحی آزرده، من هم بی‌یاری شما، فضای تلخ‌کامی و دروغ، ناتوانم از برگزاری جشنواره‌ای که قرار بود نشان شادمانی باشد و پیوند. چراکه شادمان نیستم و نیستیم.»[۷۸]
- به دنبال استعفا و انصراف داوران بخش تجسمی جشنواره فجر[۷۹]٬[۷۸][۸۰] شورای سیاستگذاری دوازدهمین جشنواره هنرهای تجسمی فجر، تاریخ برگزاری این جشنواره را به ۲۹ بهمن تغییر داد.[۸۱]

#### جشنواره موسیقی فجر
- فریدون شهبازیان،[۸۲] کیوان ساکت، علیرضا قربانی و علیرضا عصار از جشنواره موسیقی فجر کناره‌گیری کردند.[۷۲]
- ارکستر آرکو به رهبری ابراهیم لطفی از شرکت در سی و پنجمین جشنواره موسیقی فجر انصراف داد.[۸۳]
- علی قمصری، هانا کامکار، احسان عبدی‌پور، مهرداد ناصحی، نگار خارکن و مانی جعفرزاده به تحریم‌کنندگان جشنواره فجر پیوستند.[۸۳]
- مزدا انصاری، ناصر ایزدی، داریوش تقی‌پور، حامد ثابت، کیوان جهان‌شاهی، مهدیه محمدخانی، امید رئیس‌دانا، محمدمهدی گورنگی، کسری معظمی و امیر معینی از جمله موسیقی‌دانانی بودند که بیانه تک جمله‌ای هنرمندان را با این جمله: «ما به جشنواره فجر نمی‌رویم» امضاء کردند.[۶۷]

#### نویسندگان و منتقدان سینما
جمعی از نویسندگان و منتقدان سینما با انتشار بیانیه‌ای جشنوارهٔ فجر را تحریم کردند. در بخش از بیانیهٔ آنان آمده‌است: «ما به عنوان بخشی از نویسندگان و منتقدان سینمایی توان حضور در این جشن را نداریم، زیرا منتقد معنایش را از درک شرایط می‌گیرد و در زمانه‌ای که حرمتی برای انسان و انسانیت باقی نمانده‌است، چه‌طور می‌توان از سینما سخن گفت؟»

#### خبرنگاران
- وب سایت «کافه سینما» یکی از مهم‌ترین منابع خبری سینمای ایران اعلام کرد پس از یک دهه، اخبار جشنواره فجر را پوشش نخواهد داد.[۷۳][۸۳]

#### تهدید هنرمندان
- نصرالله پژمان‌فر، سخنگوی کمیسیون فرهنگی مجلس شورای اسلامی، در ۲۶ دی ۱۳۹۸ هنرمندان معترض و سوگوار از رخدادهای ایران و انصراف‌دهنده از جشنواره فجر و همکاری با صدا و سیما را تهدید کرد.[۸۵] او دراین باره گفت: «در هفته آینده طرحی را به مجلس می‌بریم که در آن طرح برای هنرمندانی که قرار است با مردم نباشند و از فعالیت‌های هنری انصراف می‌دهند، محرومیت از فعالیت‌های هنری در جمهوری اسلامی ایجاد شود. این گونه نیست که این هنرمندان در برهه‌هایی در کنار مردم باشند و بنا به شرایط تغییر موضع دهند، اگر قرار است نباشند، همان بهتر که هیچ‌وقت نباشند.»[۸۶]
- احمد سالک، عضو کمیسیون فرهنگی مجلس، گفت: «اقدام برخی بازیگران در تحریم جشنواره فیلم فجر نوعی وطن فروشی است. اینکه هرکدام از این افراد چه اندازه هنرمند هستند نیز خود جای بحث دارد؛ هنرمند واقعی حاج قاسم سلیمانی بود که مجاهدانه در راه اعتلای نظام اسلامی تلاش کرد.»
- بابک حمیدیان بازیگر سینما و تلویزیون با انتشار توئیتی از تهدید جانی خود نوشت:[۸۷]

«از حضور در جشنواره فجر انصراف دادم. موجی از انتقادات در عرض چند ساعت گذشته به سمت من آمد. اینها رو میتونم تحمل کنم اما تهدیدات جانی کسانی که گفتند اگر انصراف ندی باید از این دنیا خداحافظی کنی را چطور تحمل کنم؟! برای شما حضور در جشنواره مهم است یا حفظ جان؟»
- حسن عباسی، از فرماندهان سابق سپاه، طی سخنانی به مسعود کیمیایی حمله کرد. او در بخشی از سخنان خود این‌چنین گفت: «ما به امثال تو در این مملکت شرایط را دادیم که توانستی جلو بیایی. نظام تا الان هم گذاشته فیلم بسازی و در آن جشنواره‌ای که من رئیس تیم داوری جشنواره فجر بودم، فیلم جناب‌عالی را آوردم بالا.»[۸۸]
- احسان قاضی‌زاده هاشمی، عضو شورای مرکزی فراکسیون نمایندگان ولایی مجلس شورای اسلامی، پس از این‌که تعدادی از هنرمندان، ازجمله: همایون غنی‌زاده، نوید محمدزاده و حامد بهداد، در مراسم سیزدهمین جشن منتقدان و نویسندگان سینمایی ایران جوایز خود را به «پویا بختیاری» و «کشته‌شدگان هواپیمای اوکراینی» تقدیم کردند،[۸۹] به هنرمندان در خصوص تحریم جشنواره‌های حکومتی، موضع‌گیری‌هایشان و شرکت در اعتراض‌های خیابانی هشدار داد و گفت: «این اقدام‌های ساختارشکنانه پذیرفتنی نیست. افرادی که خودشان نمی‌خواهند در مسیر انقلاب کار کنند، مجبور نیستند در این فضا بمانند.»[۹۰]

## واکنش‌ها
- دونالد ترامپ رئیس‌جمهوری ایالات متحده روز شنبه ۲۱ دی ماه با دو توییت به زبان فارسی از اعتراضات مردم ایران حمایت کرد. در توییت نخست نوشت: «خطاب به مردم شجاع و رنج کشیده ایران، من از ابتدای دوره ریاست جمهوریم با شما ایستاده‌ام و دولت من همچنان با شما خواهد ایستاد. ما اعتراضات شما را از نزدیک دنبال می‌کنیم. شجاعت شما الهام‌بخش است.» وی در توییت دوم به رژیم ایران هشدار داد: «دولت ایران باید به گروه‌های حقوق بشر اجازه بدهد حقیقت کنونی اعتراضات در جریان مردم ایران را نظارت کرده و گزارش بدهند. نباید شاهد کشتار دوباره معترضان مسالمت آمیز یا قطع اینترنت باشیم. جهان نظاره‌گر این اتفاقات است.»[۹۱] وی یکشنبه شب ۲۲ دی‌ماه بار سوم به فارسی در توئیتر خود نوشت: «خطاب به رهبران ایران: معترضان خود را نکشید. هزاران تن تاکنون به دست شما کشته یا زندانی شده‌اند، و جهان نظاره‌گر است. مهم‌تر از آن، ایالات متحده نظاره‌گر است. اینترنت را دوباره وصل کنید و به خبرنگاران اجازه دهید آزادانه حرکت کنند! کشتار مردم بزرگ ایران را متوقف کنید!» ترامپ در۲۳ دی برای بار چهارم به فارسی توییت کرد: «مشاور امنیت ملی امروز عنوان کرد که تحریم‌ها و اعتراضات، ایران را به شدت تحت فشار قرار داده‌است و آنها را مجبور به مذاکره می‌کند. درواقع، اصلاً برایم اهمیتی ندارد که آیا آنها مذاکره می‌کنند یا نه. این کاملاً به عهده خودشان است، اما سلاح هسته‌ای نداشته باشید و معترضان خود را نکشید.»[۹۲][۹۳] ترامپ همچنین از این که معترضان از روی پرچم آمریکا که روی کف زمین کشیده شده بود عبور نکردند ستایش کرد.[۹۴]
- مایک پمپئو شنبه ۲۱ دی در توییتر خود نوشت: «صدای مردم ایران واضح است. آنها از دروغهای رژیم، فساد، بی‌عرضگی و وحشیگری سپاه تحت فرمان دزدسالاری خامنه‌ای به تنگ آمده‌اند.» ما در کنار مردم ایران ایستاده‌ایم که شایسته آینده بهتری هستند.[۹۵]
- رضا پهلوی در پیامی توییتری نوشت: «شما یک بار دیگر نشان دادید که نمی‌خواهید گروگان این رژیم سرکوبگر و اشغالگر باشید. شجاعت شما زنجیر ستم و دیوار دروغ را می‌شکند. جهان اکنون در حال شنیدن فریادهای غرورآفرین شماست.»
- برایان هوک نماینده ویژه وزارت خارجه آمریکا در امور ایران گفت: حق با معترضان است که می‌گویند سلیمانی و خامنه‌ای «قاتل» هستند. معترضان در مورد اقدامات خجالت‌بار سپاه پاسداران شعار می‌دهند و پوسترهای قاسم سلیمانی را، که رژیم (در خیابان‌ها) نصب کرده‌است، پاره می‌کنند.[۹۶]
- رئیس کمیته سیاست خارجی مجلس آلمان در توییتی به جمهوری اسلامی در مورد «سرکوب بیرحمانه مجدد» اعتراضات مدنی مسالمت‌آمیزی که پس از سرنگونی هواپیمای اوکراین توسط سپاه چندین شهر ایران را دربر گرفته هشدار داد. نوربرت روتگن نوشت، رهبری ایران باید بداند که چنین سرکوبی «جنایت علیه مردم خود» تلقی و به انزوای بیشتر ایران منتهی می‌شود. او ادامه داد: «صبر اروپا نیز حدی دارد.»[۹۷]
- مورگان اورتگس گفت معترضان ایران برای حق انتخاب آینده‌شان مبارزه می‌کنند؛ ما با آنها هستیم. وی دربارهٔ استراتژی واشینگتن علیه تهران گفت، «استراتژی ما این است: انزوای دیپلماتیک، فشار اقتصادی، و بازدارندگی نظامی.»[۹۸]
- بسیاری از سناتورهای آمریکایی همچون تام کاتن، تاد یانگ، لیندسی گراهام، جیم بنکس، مایک گَلَگِر از اعتراضات مردم حمایت و پشتیبانی کردند.[۹۹]
- شماری از هنرمندان ایرانی از جمله جعفر پناهی، رضا درمیشیان و هدیه تهرانی به جمع مردم معترض پیوستند.[۱۰۰]
- لیندسی گراهام سناتور جمهوری‌خواه گفت: «من خطاب به همقطاران دموکرات و لیبرالم که از آزادی‌های فردی حمایت می‌کنند، می‌گویم: وقتی پای حمایت از مردم ایران و میل آنها به آزادی در میان است، صدای‌تان کجاست؟ سکوت شما کر کننده و نامید کننده است.»[۱۰۱]
- میت رامنی سناتور جمهوریخواه: «آمریکا در کنار ایرانیانی که برای آزادی اعتراض می‌کنند، ایستاده‌است. نیروهای استبدادی آیت‌الله ممکن است برای سرکوب نارضایتی‌ها تلاش کنند اما آنها نخواهند توانست که روحیه انسانی را برای همیشه لگد مال کنند.»[۱۰۱]
- جف مارکلی سناتور دموکرات: «من در کنار مردم ایران هستم که برای دموکراسی و یک دولت مسئول برای گفتن حقیقت اعتراض می‌کنند. همه مردم در همه کشورها لایق کمتر از این نیستند.»[۱۰۱]
- کوین مک‌کارتی رهبر اقلیت جمهوری‌خواه در مجلس نمایندگان آمریکا با ریتوئیت ویدئویی که نشان می‌دهد به رغم تبلیغات جمهوری اسلامی، دانشجویان حاضر نیستند پرچم آمریکا را لگد بزنند، نوشت: حکومت ایران نمی‌خواهد جهان این را ببیند. جنبشی نیرومند در میان مردم ایران به راه افتاده‌است.[۱۰۲]
- ترانه علیدوستی، حامد بهداد، هانیه توسلی، مهتاب کرامتی، سعید روستایی، تهمینه میلانی، پرستو صالحی و هدیه تهرانی از جمله اهالی سینمای ایران بودند که به حاکمیت جمهوری اسلامی اعتراض و از اعتراضات مردم حمایت کردند.[۱۰۳]
- نانسی پلوسی رئیس مجلس نمایندگان آمریکا در مصاحبه‌ای در روز یکشنبه ۱۲ ژانویه گفت که این معترضینْ بیشتر دانشجو هستند و به سقوط هواپیما معترضند. او گفت پیشتر هم معترضانی علیه حکومت ایران به خیابان آمده بودند و پس از کشته شدن قاسم سلیمانی هم معترضانی علیه آمریکا به خیابان آمده بودند. این اظهارات با واکنش‌هایی در فضای مجازی روبه رو شد و هشتگ #NancyPelosiFakeNews که بیش از ۲۰هزار توییت در مورد آن انجام شده بود در روز دوشنبه در توییتر ترند شد.[۱۰۴][۱۰۵] دونالد ترامپ، رئیس‌جمهوری آمریکا، توئیت‌های چند کاربر ایرانی علیه نانسی پلوسی، که گفته‌های او را حمایت از حکومت ایران خوانده بودند را ریتوییت کرد.[۱۰۶]
- سازمان عفو بین‌الملل: «بسیاری از معترضان در جریان اعتراض‌های اخیر توسط گلوله‌های ساچمه‌ای فلزی یا پلاستیکی آسیب دیده‌اند»، این سازمان از مردم خواسته‌است که «عکس‌ها و ویدئوهای خود را از گلوله‌ها و جراحت‌های ناشی از آن» برای این سازمان بفرستند. همچنین از مردم خواسته «اطلاعات و اسناد مرتبط با جان‌باختگان و بازداشت‌شدگان اعتراضات» را برای این نهاد بین‌المللی ارسال کنند.[۱۰۷][۱۰۸]
- سعید معروف کاپیتان تیم ملی والیبال مردان ایران در پیامی اینستاگرامی نوشت: «امروز در جان مستاصل و غمگینِ ما رمق و توانی برای جشن گرفتن این پیروزی و رسیدن به آرزویی که سال‌ها برایش تلاش کرده بودیم، نیست. استیصال و غمِ ما نه فقط بخاطر در عزای هموطنانمان نشستن، بلکه بخاطر فردایی ست که گمانم به روشنایی اش نیست. کاش امید داشتم که این آخرین پرده از نمایش فریب و تزویر و بی خردیِ این بی کفایتان است که همچنان می‌دانم نیست. در آخر؛ درین تارترین شب‌هایِ تاریخِ وطن، تمام مردمِ سرخورده، سرکوب شده، زجردیده، فقرچشیده و دلشکستهٔ کشورم را با هر قومیت و زبان، به مهرورزی و حمایت و مراقبت از یکدیگر دعوت می‌کنم. ما جز هم هیچ مأمن و پناهگاهی نداریم.»[۱۰۹][۱۱۰]
- ۱۵ ژانویه ۲۰۲۰ لیندزی گراهام به همراه ۶ سناتور دیگر قطعنامه‌ای را به سنای آمریکا ارائه دادند که در آن تأکید شده‌است: این مجلس در کنار معترضان در ایران ایستاده‌است.[۱۱۱][۱۱۲]

## شعارها

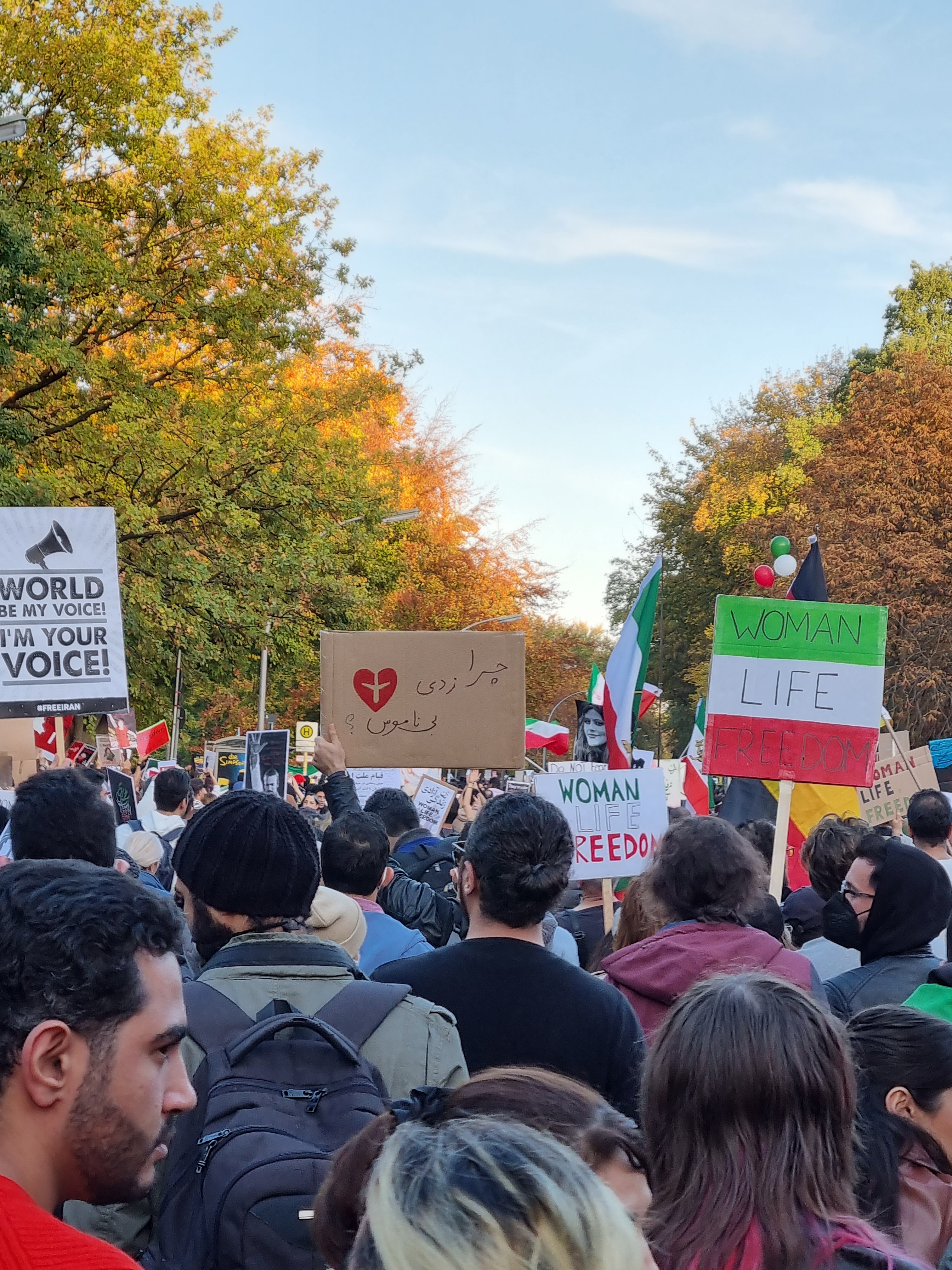
پلاکاردی در تظاهرات ۲۲ اکتبر ۲۰۲۲ برلین با متن «چرا زدی بی‌ناموس؟»

- «این همه سال جنایت، مرگ بر این ولایت»[۱۱۳]
- «ننگ ما، ننگ ما، رهبر الدنگ ما»[۱۱۴]
- «کشته ندادیم که سازش کنیم/رهبر قاتل رو ستایش کنیم»[۱۱۴]
- «نخبه‌هامون رو کشتند، آخوند به جاش گذاشتند»[۱۱۴]
- «می‌کشم می‌کشم/ آنکه برادرم را کشت»[۱۱۴]
- «ایرانی با غیرت/ حمایت حمایت»[۱۱۴]
- «بی‌شرف، بی‌شرف» (خطاب به پلیس‌های موتورسوار)[۱۱۴]
- «توپ تانک فشفشه، رهبر باید گم بشه»[۱۱۴]
- «نان، کار، آزادی، حکومت شورایی»[۱۱۴]
- «این ماه ماهِ آخره، سیدعلی وقت رفتنه»[۱۱۴]
- «مرگ بر اصل ولایت فقیه»[۱۱۵]
- «مرگ بر ستمگر، چه شاه باشه چه رهبر»[۱۱۴]
- «جمهوری اسلامی نمی‌خواهیم نمی‌خواهیم»[۱۱۴]
- «سپاه بی‌کفایت/ عامل قتل ملت»[۱۱۴]
- «دانشجو بیدار است/از سیدعلی بیزار است»[۱۱۴]
- «۱۵۰۰ نفر/کشتهٔ آبان ما»[۱۱۴]
- «فرمانده کل قوا/استعفا، استعفا»[۱۱۴]
- «توپ، تانک، اشک‌آور/ دیگر اثر ندارد»[۱۱۴]
- «سپاه جنایت می‌کنه، رهبر حمایت می‌کنه»[۱۱۴]
- «حکومت سپاهی/ نمی‌خوایم، نمی‌خوایم»[۱۱۶]
- «ملت چرا نشستی؟ منجی خود تو هستی»[۱۱۶]
- «رفراندوم، رفراندوم/راه نجات مردم»[۱۱۶]
- «بسیجی، سپاهی/ داعشِ ما شمایی»[۱۱۶]
- «به من نگو فتنه‌گر، فتنه تویی ستمگر»[۱۱۶]
- «دیکتاتور سپاهی، داعش ما شمایی»[۱۱۳]
- «مرگ بر دیکتاتور»[۱۱۳]
- «سپاهی حیا کن، مملکتو رها کن»[۱۱۳]
- «سپاه بی‌کفایت، مایه ننگ ملت»[۱۱۳]
- «توپ، تانک، فشفشه/آخوند باید گم بشه»[۱۱۷]
- «بسیجی بی‌غیرت، عامل فقر ملت»[۱۱۷]
- «سلیمانی قاتله، رهبرش هم جائره»[۱۱۷]
- «مرگ بر خامنه‌ای»[۱۱۷]
- «ما بچه‌های جنگیم، بجنگ تا بجنگیم»[۱۱۷]
- «بترسید، بترسید، ما همه با هم هستیم» (خطاب به حکومت)[۱۱۷]
- «غلط کردید، خطا کردید»[۱۱۸]
- «دشمن ما همین‌جاست، دروغ می‌گن آمریکاست»[۱۱۳]
- «این انتقام سخت رو، از من و تو می‌گیرن»[۱۱۹]
- «خونی که در رگ ماست، خوراکِ رهبر ماست»[۱۲۰]
- «نه رفراندوم، نه اصلاح/اعتصاب، انقلاب»[۱۲۱]
- «ایستاده‌ایم در سنگر، دانشجو و کارگر»[۱۲۲]

## برای مطالعهٔ بیشتر
- رضا حقیقت‌نژاد (۲۳ دی ۱۳۹۸). «سقوط هواپیما و شش تناقض سپاه: موشک کروز از کجا پیدا شد؟». رادیو فردا.